# Shangri-La Toronto
Shangri-La Toronto è un grattacielo nel centro di Toronto, Ontario, Canada.

## Caratteristiche
Progettato da James KM Cheng e appaltato da Westbank Projects Corp, costruttori e progettisti anche del Living Shangri-La a Vancouver, l'edificio è alto 214 metri ed è uno degli edifici più alti della città e del paese  . L'hotel è gestito da Shangri-La Hotels and Resorts e dispone di 202 camere e suite. La porzione condominiale occupa i piani superiori dell'edificio ed è composta da 393 unità. Lo scavo del sito è iniziato nel 2008 e i lavori si sono conclusi nel 2012 con l'apertura del complesso.
Prima dello scavo, il sito è stato oggetto di diversi mesi di esplorazione archeologica e sono stati trovati molti reperti della storia antica della città. Profondo 31 meri, quello di Shangri-La Toronto è stato il secondo scavo più profondo per un edificio nella storia del Canada (solo quello di Scotia Plaza fu più profondo). Ciò è stato fatto per creare un garage con otto piani interrati.